# Олексіїв-Крячківський Федір
Олексіїв-Крячківський Федір, також Алексєєв-Крячківський Федір (жив у ХІХ столітті) — кобзар та лірник.

## Життєпис
Про Федора Крячківського дійшло мало відомостей, навіть про місце народження існує дві версії. За одними джерелами він з села Крячкове (Крячківка) Пирятинського повіту на Полтавщині, а за іншими — з Яготина, що на Київщині.
Від нього у 1850—1851 Євген Судовщиков записав думи «Азовські брати» та «Буря на морі».